# 帕塔內莫灣

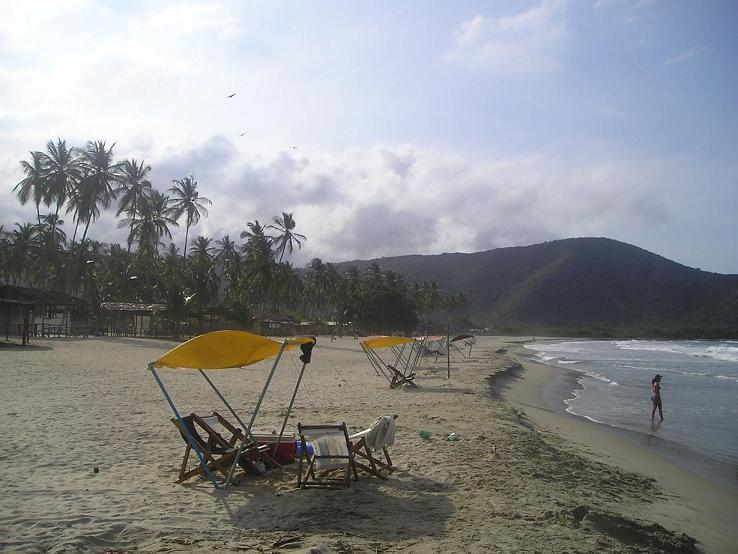

帕塔內莫灣（西班牙語：Bahía de Patanemo），是委內瑞拉的海灣，位於該國北部卡拉波波州，處於卡貝略港市，由聖埃斯特萬國家公園負責管轄，長2.4公里、寬2公里，面積約328公頃。